# Азаты

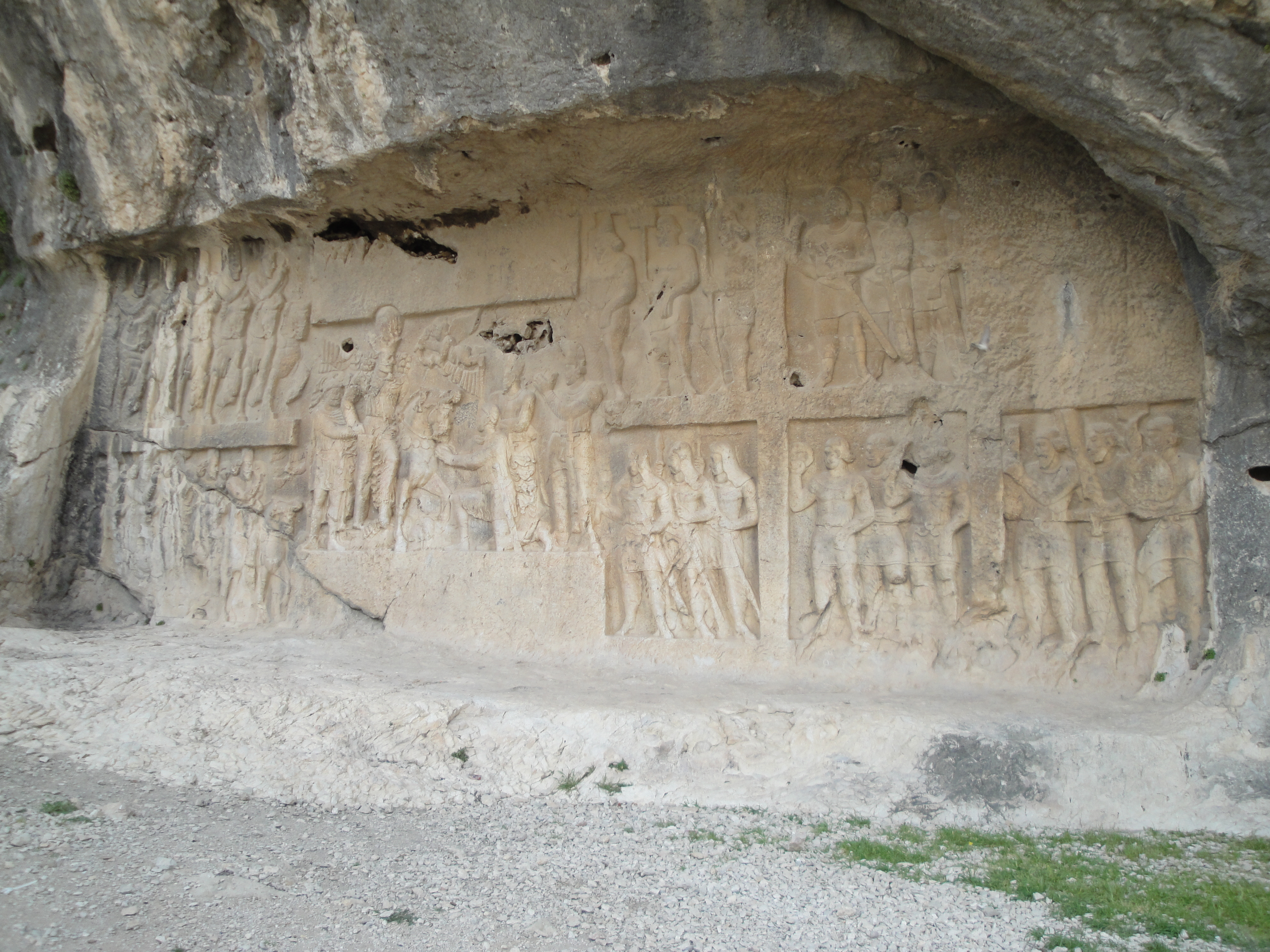
Триумфальные рельефы Шапура I (240—272) в Бишапуре (Бишапур III и II), где изображены приветствующие шаханшаха семь рангов воинского сословия азатов, причём конные процессии из представителей военной знати (слева) дополнительно разделяются на иерархические группы по особенностям их парадного облачения и некоторым другим признакам

Аза́ты (от пехл. Yazata «свободный, независимый»; арм. ազատ «свободный; благородный») — в Сасанидском Иране — низшая, наиболее массовая прослойка привилегированного сословия воинов-всадников (артештарам) — средние и мелкие землевладельцы, освобождённые от податей и составлявшие во время войны конное ополчение.

## Азаты в Сасанидском Иране
Сасанидское государство не имело постоянного войска — оно комплектовалось лишь по мере надобности и состояло из конницы знати и привилегированной части воинов, ополчения азатов и вспомогательных частей пехоты из крестьян. Составленная из числа персидских азатов кавалерия считается предшественницей европейской тяжеловооруженной кавалерии.
И. А. Орбели говорил, имея в виду закрытую, кастовую психологию и символику военно-служилого сословия Сасанидского Ирана:

Рыцарь, рыцарство, рыцарская доблесть, рыцарская верность — конечно, это всё понятия, прочно связавшиеся с представлением о феодальных кругах определённых стран Западной Европы. Но что же делать, если доблесть украшала не только европейцев, но и сынов Востока, […] если рыцарей, в обычном понимании этого слова, Восток знал и в своей рыцарской поэзии воспевал задолго до того, как звучали песни менестрелей и трубадуров?
.

## Азаты в раннесредневековой Армении
Р. Абрамян в своей обзорной работе указывает, что аналогичная с Ираном ситуация повторилась несколько позднее и у унаследовавших сасанидские традиции армян: в условиях развивающегося феодализма сословие азатов становится закрытым и для его членов формируются неписаные правила поведения.
В средневековой Армении азаты — средние и мелкие феодалы, а также вообще феодалы, в отличие от непривилегированного (дословно «несвободного») сословия аназатов. Азаты составляли низший слой знати и, подобно землевладельцам других народов, служили в коннице. Эти тяжеловооружённые воины славились своей храбростью и даже после утраты Арменией независимости использовались в качестве наёмников. Многие исследователи считают, что и лошадь, и всадник были хорошо защищены (бёдра и голени — единственные части тела, которые не закрывала броня) и вооружены копьями, однако отсутствие стремян как минимум сильно ограничивало применение рубящего оружия. Наряду с тяжёлой, существовала и лёгкая кавалерия. Во время осады крепости Артогерасса царём Государства Сасанидов Шапуром II в 368—369 гг. н. э. такие всадники составляли личную охрану царицы Парандзем, жены царя Аршака. Последовавшие за поражением репрессии против азатов описывает Фавстос Бузанд в эпической «Истории Армении».

## Азаты в Грузии, Абхазии и Карачае в XIX веке
Вплоть до XIX века азаты составляли особую группу населения, стоявшую на грани между феодалами и зависимыми людьми. В Грузии они сближались с мсахури или стояли чуть выше их, исполняя обязанности полицейских и управляющих. Среди абхазов и карачаевцев азатами называли вольноотпущенников: у абхазов из числа крестьян (2200 человек на 1869 год), а у карачаевцев из числа бывших магнатно-зависимых и рабов (на 1867 год 12,9 % населения). Формально свободные, они фактически несли повинности в пользу бывших владельцев.